# Archon apollinaris
Archon apollinaris — вид дневных бабочек из семейства парусников.

## Описание
Длина переднего крыла  20—25 мм. Основной фон крыльев бледно-жёлтый. На крыльях располагаются чёрные, красные и синие пятна. Переднее крыло треугольное, широкое. Наружный край крыльев округлый. Нижние крылья закруглены. Глаза гладкие, крупные, снабжённые маленькими бугорками, на которых сидят короткие щетинки. Усики булавовидные, относительно короткие (составляют 1/3 — 1/4 длины костального края переднего крыла). Половой диморфизм выражен слабо, самки крупнее самцов.

## Ареал
Вид широко распространен в северо-восточной Турции, северном и восточном Ираке и западном Иране.

## Биология
Бабочки ведут исключительно дневной образ жизни и активны только в солнечную погоду. Нуждаясь в дополнительном питании, они охотно посещают цветущие растения. Вид обитает в редколесьях, рощах, на скалистых склонах, опушках лесов. Развивается в одном поколении за год. Время лёта в марте—апреле. Самки откладывают яйца группами на листья кормовых растений. Гусеницы кормятся на растениях рода Aristolochia: Aristolochia bottae, Aristolochia maurorum, Aristolochia oivieri, Aristolochia paecilanthea.